# ناحیه دافتر، میشیگان
ناحیه دافتر (به انگلیسی: Dafter Township) یک منطقهٔ مسکونی در ایالات متحده آمریکا است که در شهرستان چیپوا، میشیگان واقع شده‌است.
 ناحیه دافتر ۱۲۴٫۱ کیلومتر مربع مساحت و ۱٬۲۶۳ نفر جمعیت دارد و ۲۰۳ متر بالاتر از سطح دریا واقع شده‌است.